# كنيسة السيدة العذراء للأقباط الأرثوذكس (الأردن)

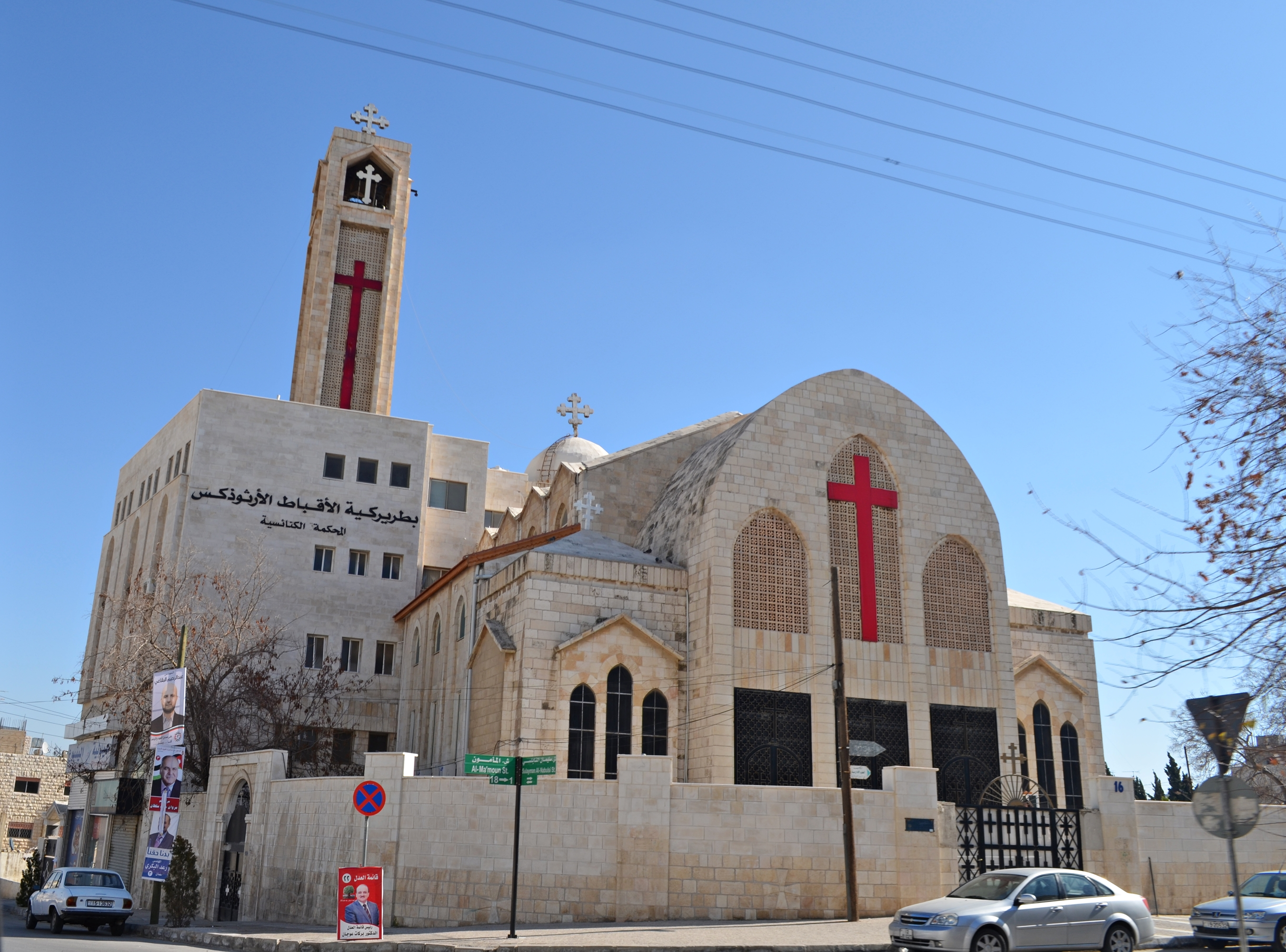
الكنيسة بمنطقة العبدلي

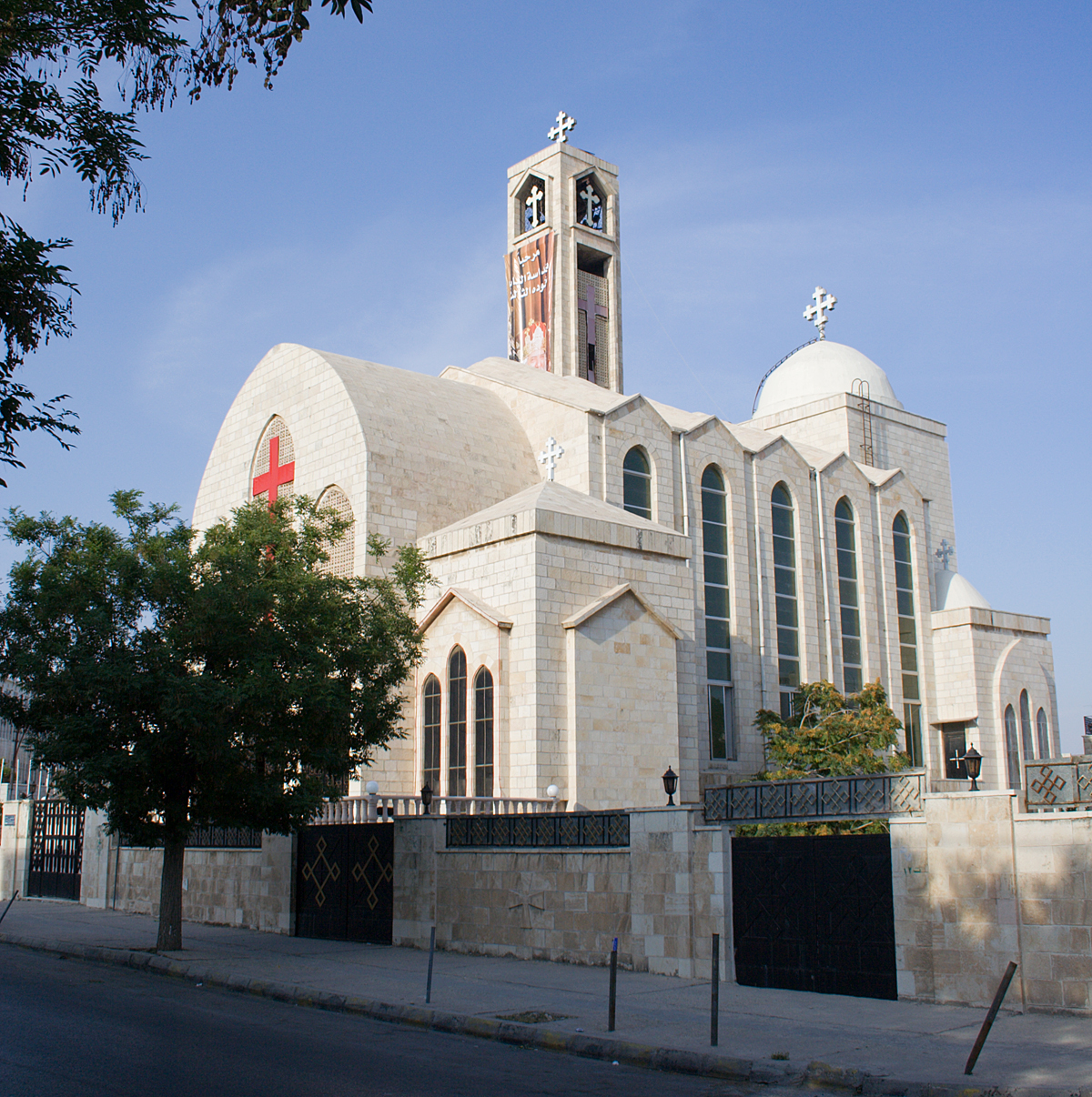
كنيسة الأقباط في عمان

كنيسة الأقباط في عمّان تقع في منطقة العبدلي. يتبعها قرابة 8,000 من المسيحيين الأقباط في الأردن. وقد أقام فيها البابا شنودة الثالث قداسا في أول زيارة له للأردن عام 2005 وقد تجمع عشرات الأقباط من المصريين المقيمين في الأردن، لرؤية البابا. وفي أثناء زيارته دار حديث مع الملك حول «الدور الذي تلعبه الكنيسة القبطية في تعزيز التعايش والتفاهم والحوار الإسلامي المسيحي وترسيخ قيم التسامح والاعتدال والوسطية التي تحث عليها الأديان السماوية».